# Ericsson

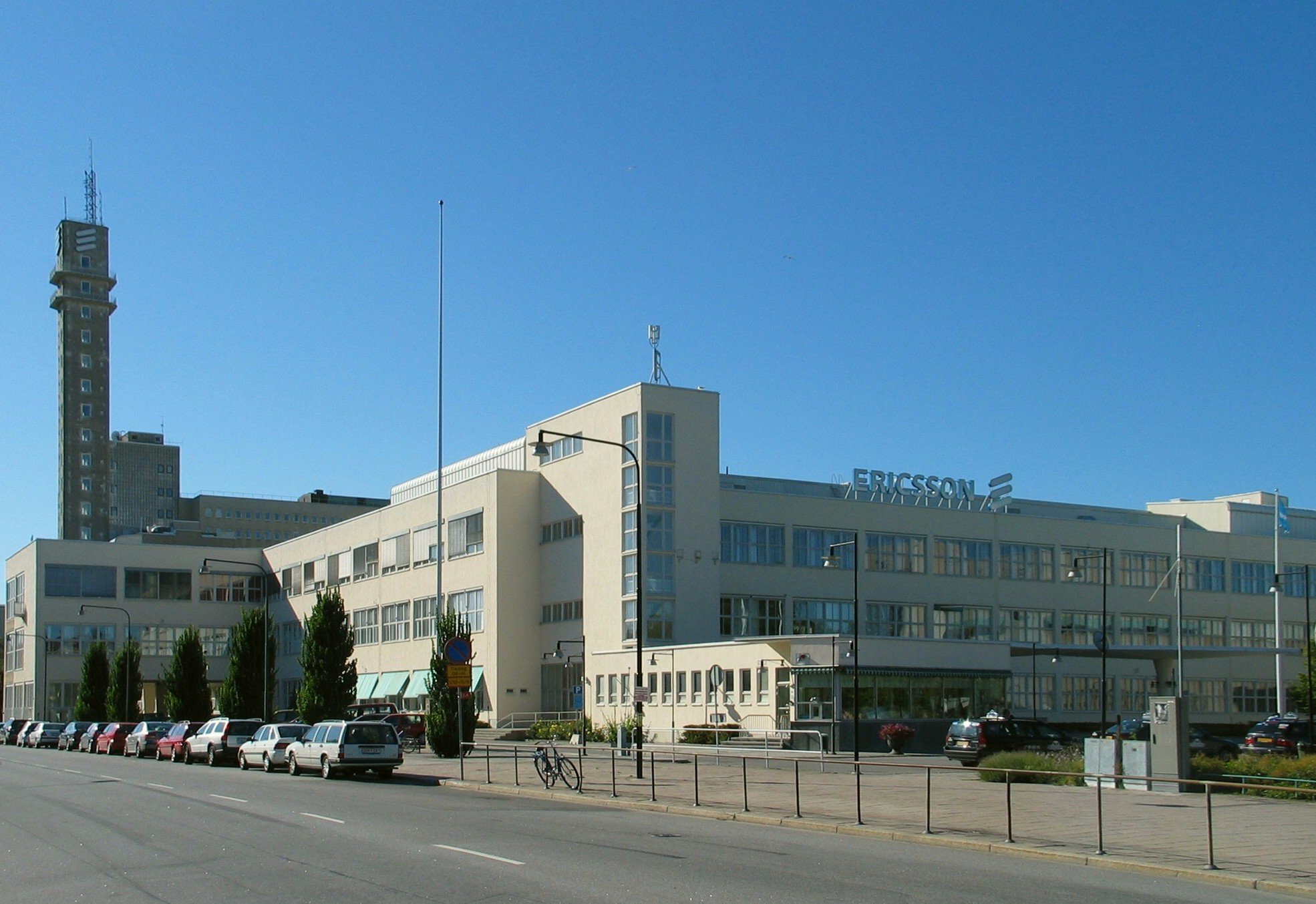
Antigua casa matriz de Ericsson en Telefonplan, Estocolmo.

Telefonaktiebolaget LM Ericsson, comúnmente conocida como Ericsson, es una compañía multinacional sueca dedicada a ofrecer soluciones de telecomunicaciones y transformación digital.
La compañía fue fundada en 1876 por Lars Magnus Ericsson, originalmente como un taller de reparación de equipos de telegrafía. Actualmente opera en 180 países siendo uno de los mayores proveedores de infraestructura para las redes 4G y 5G y cuenta con más de 60.000 patentes.

## Historia

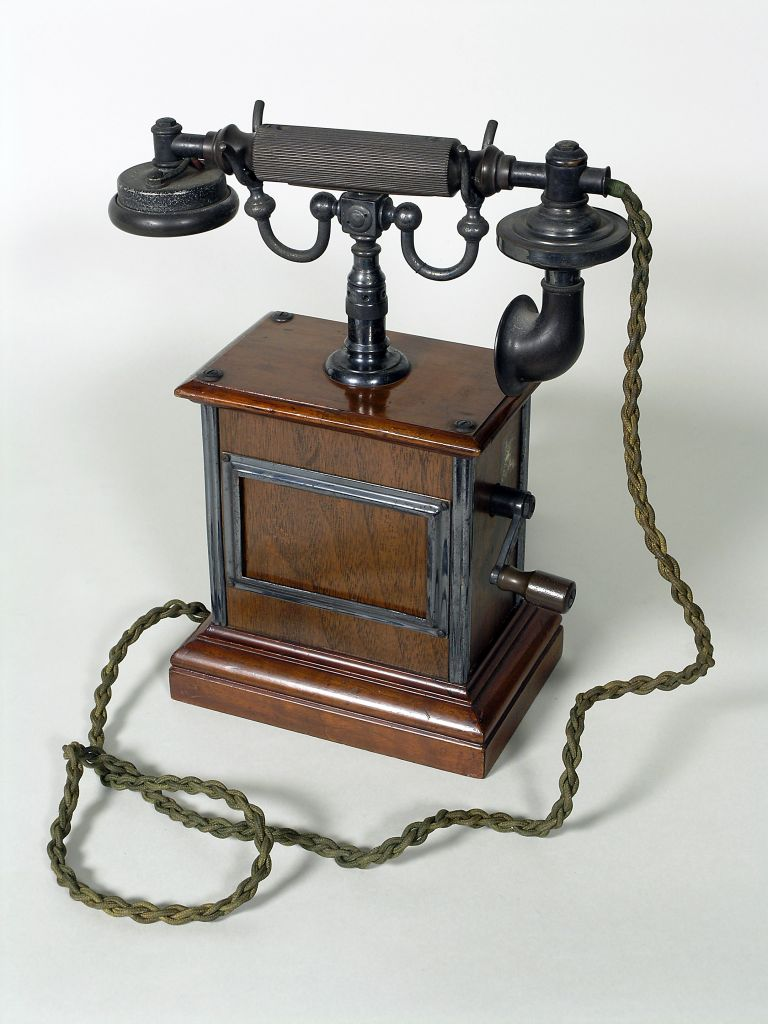
Un antiguo teléfono Ericsson de madera, hecho por Ericsson Telephone Co. Ltd., de Nottingham, Inglaterra, ahora parte de la colección de Thinktank, Museo de Ciencias de Birmingham.

L. M. Ericsson comenzó su camino como trabajador en varias fábricas, parte en su natal Värmland, parte en Estocolmo. Tras una estancia en el extranjero como estudiante becado, creó un taller en 1876 para fabricar instrumental matemático y físico. Este fue el mismo año en el que Bell patentó el teléfono. Ericsson comenzó a los pocos años a fabricar aparatos telefónicos, sacando al mercado en 1878 los primeros aparatos telefónicos construidos por él.
Pronto su inventiva se hizo conocida en los mercados mundiales.
A partir de sus talleres, Lars Magnus Ericsson creó la sociedad anónima A.-B. L. M. Ericsson & Co. Creó un sistema de acciones divididas en acciones tipo A y acciones tipo B, con el voto de una acción tipo A equivalente a 1000 veces el voto de una acción tipo B. Esto le permitió tener el control accionario de la empresa.
La empresa también se expandió internacionalmente, con Rusia y Polonia entre los primeros países a los cuales Ericsson se expandió.

## Formación de la actual compañía
En los años 1930, la compañía se mudó a Estocolmo, al entonces poco desarrollado sector de Midsomamarkransen. La fábrica pronto se convirtió en el rasgo distintivo del paisaje del sector y cuando el metro se extendió en los años 1960, la estación recibió el nombre de Telefonplan.
En los años 1950, se desarrolló el ericófono que se constituyó en un hito por su diseño.
En los años 1970, comenzó el desarrollo del sistema AXE, uno de los sistemas pioneros de la telefonía digital y todavía uno de los líderes en el mercado.
En los años 1990, Ericsson se convirtió en el fabricante líder de teléfonos celulares. Si bien todavía mantiene un liderazgo en los equipos de conmutación telefónica, principalmente en la tecnología GSM; la fabricación de terminales (teléfonos) móviles quedó en manos de una nueva compañía: Sony Ericsson, creada en asociación con Sony (Sony compraría posteriormente la participación de Ericsson, dando lugar a Sony Mobile en febrero de 2012). Igualmente el negocio de equipos de fuerza se vendió a Emerson y el negocio de centralitas de empresa en su mayoría a Damovo, aunque en España y otros países está dividida en diferentes distribuidores como el Grupo Erictel distribuidor en España y Latinoamérica, Landata.
En octubre de 2005, Ericsson adquirió la mayor parte de la compañía británica Marconi.
En junio de 2006, se vendió a Saab la división de equipos de microondas, Ericsson Microwaves.
Actualmente, el grupo Ericsson se compone de las siguientes áreas de negocio (2023):
- Software en la Nube y Servicios (BA Cloud Software and Services o BCSS)
- Soluciones Inalámbricas para Empresas (BA Enterprise Wireless Solutions o BEWS)
- Plataforma de Comunicaciones Globales (BA Global Communications Platform o BGCP)
- Redes (BA Networks o BNEW)
- Tecnologías y Nuevos Negocios (BA Technologies and New Businesses o BTEB)
- Red Bee Media (BBRO)

En España, Ericsson se ha consolidado como una de las grandes empresas dedicadas al despliegue de redes de telecomunicaciones, suministrando equipos y servicios de telecomunicación a operadores como Telefónica, Euskaltel, Vodafone, Orange y Yoigo.
Ericsson ha reforzado su posición en España como principal suministrador de redes para los operadores móviles y ha enriquecido su oferta de soluciones —IMS (Internet Multimedia Subsystem; Softswitch), IP/Ethernet— para la evolución de las redes de los operadores de telecomunicaciones hacia entornos totalmente Internet y con nuevas estructuras que permitirán la evolución más eficiente hacia las redes de nueva generación.
En México son líderes en todas las áreas, en Core, en acceso, en sistemas de gestión, en servicios; en México han tenido la oportunidad de crecer a pesar de que no ha sido un año fácil; sin embargo, Durante la primera mitad del 2013 tener un crecimiento de entre 5 y 6 %. Una de las principales razones de este crecimiento, se debe a que el servicio móvil es mucho más que la voz, el servicio de datos que hay en los móviles, independientemente del envío de SMS y whatsapp, entre otros, ha aumentado el potencial de uso, y lógicamente ha generado una mayor demanda de redes para aumentar la penetración en función de más suscriptores.
Las recientes adquisiciones de compañías como Marconi (2005), Redback (2006), que ostenta una fuerte posición en el sector de la tecnología de enrutamiento multiservicio, o Entrisphere (2007), una compañía proveedora de tecnología de acceso de fibra óptica, la compañía ha reforzado su posición en los crecientes segmentos de transmisión y banda ancha. También ha adquirido CradlePoint en 2020 y Vonage en 2021, su mayor adquisición histórica por 6.2 miles de millones de dólares.
Asimismo, para abordar el mercado multimedia en expansión, la compañía anunció recientemente la adquisición de dos compañías: Tandberg Televisión, un líder mundial en la codificación y compresión de video, y Mobeon AB, otro líder mundial de componentes de mensajería IP para redes fijas y móviles.

## Posición competitiva

### Patentes
En 2023, el Informe Anual del PCT de la Organización Mundial de la Propiedad Intelectual (OMPI) clasificó a Ericsson como el séptimo lugar mundial en número de solicitudes de patentes realizadas en el marco del Sistema del PCT, con 1,863 solicitudes de patentes publicadas durante 2023.